# Urban Brückmann

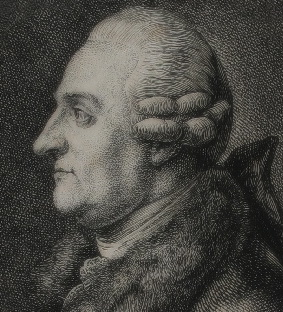
Urban Brückmann

Urban Friedrich Benedikt Brückmann (* 23. April 1728 in Wolfenbüttel; † 20. Juni 1812 in Braunschweig) war ein deutscher Arzt, Mineraloge und naturwissenschaftlicher Schriftsteller. Er war Leibarzt dreier braunschweigischer Herzöge. Zu seinen Patienten zählte auch Gotthold Ephraim Lessing.

## Leben und Werk
Er wurde als ältester Sohn des Arztes und Naturforschers Franz Ernst Brückmann und dessen Ehefrau, Tochter des Zellerfelder Münzkommissars Julius Georg Töpfer, geboren. Er besuchte das Wolfenbütteler Gymnasium „Große Schule“, die Schule in Clausthal und die Klosterschule in Mariental. Brückmann studierte Medizin in Jena und Medizin, Physiologie, Biologie und Mineralogie an der Universität Helmstedt. Er wurde 1750 mit der Dissertation Die Beschreibung des bei Jena gelegenen Fürstenbrunnens promoviert. Anschließend war er kurze Zeit als Arzt in der Praxis seines erkrankten Vaters in Wolfenbüttel tätig. Bereits 1751 zog er nach Braunschweig, wo er eine Arztpraxis eröffnete und daneben als Professor und Prosektor am 1750 gegründeten Collegium Anatomico-Chirurgicum wirkte.

### Herzoglicher Leibarzt
Er arbeitete als Arzt am Braunschweiger Militärhospital, behandelte die Bediensteten des herzoglichen Hofes und wurde schließlich Arzt der herzoglichen Familie um Herzog Karl I. Seit 1755 führte er den Titel eines Hofmedikus und wurde in der Folge zum Leibmedikus des Herzogs sowie des Erbprinzen Karl Wilhelm Ferdinand ernannt. Im Jahre 1775 erhielt er vom Hof ein Kanonikat am Braunschweiger Domstift. In seinen handschriftlichen privaten Aufzeichnungen Über allerlei Ereignisse, Personen, Merkwürdigkeiten, insbesondere aus dem Hofleben zu Braunschweig in der 2. Hälfte des 18. Jahrhunderts schilderte Brückmann die Krankheitsbilder seiner Patienten aus dem Welfenhaus. Er veröffentlichte rund 150 Abhandlungen zu medizinischen Themen, die vor allem im Braunschweigischen Magazin und teilweise im Hannoverschen Magazin erschienen. Im Jahr 1780 wurde er zum Mitglied der Gelehrtenakademie Leopoldina gewählt.

### Mineraloge
Seine finanzielle Situation ermöglichte Brückmann den umfangreichen Ausbau der von seinem Vater geerbten mineralogischen Sammlung. Seine intensiven Studien gingen in zahlreiche Veröffentlichungen ein. Brückmann galt als bekanntester Edelsteinexperte seiner Zeit. Lessing, der zu Brückmanns Patienten zählte und dem er freundschaftlich verbunden war, berief sich in seinen Briefen antiquarischen Inhalts auf dessen mineralogische Publikationen. Brückmann begleitete Lessing in dessen letzten Stunden am 15. Februar 1781 in Braunschweig.
Brückmann starb im Alter von 84 Jahren in Braunschweig.
Die Malerin Anna Rosina de Gasc schuf um 1770 ein Ölporträt Brückmanns, welches sich heute im Besitz des Städtischen Museums Braunschweig befindet.

## Schriften
- Abhandlung von Edelsteinen nebst einer Beschreibung des sogenannten Salzthalischen Steines. Waisenhaus, Braunschweig 1757. (Digitalisat)
- Abhandlung von dem Welt-Auge, oder Lapide Mutabili. Waisenhaus, Braunschweig 1777. (Digitalisat)
- Über den Sarder, Onyx und Sardonyx. Schulbuchhandlung, Braunschweig 1801. (Digitalisat)
- Gesammlete und eigene Beyträge zu seiner Abhandlung von Edelsteinen. Waisenhaus, Braunschweig, Auflagen: 1773, 1778 und 1783. (Digitalisat Band 1, 1778), (Band 2 1783)